# Mosca dels Lamberti

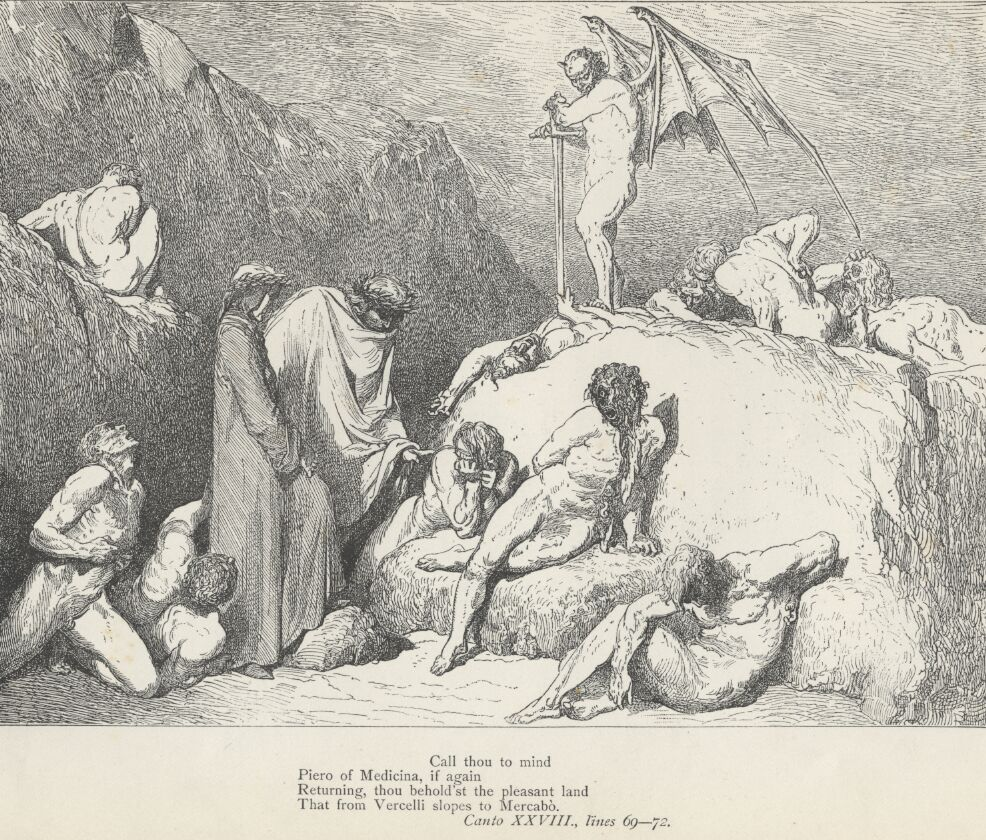
Infern Cant vint-i- vuitè. El fossat dels sembradors de discòrdia segons Gustave Doré

Mosca dels Lamberti   (Florència, valor desconegut - Reggio de l’Emília, 1243 (Gregorià)) en italià Mosca dei Lamberti, fou un polític i condottiero italià.

## El personatge a la Divina Comèdia
Dante Alighieri el va citar a l’infern de La Divina Comèdia a l'episodi de Ciacco, on Dante pregunta al condemnat per conciutadans seus : 
| «                                    | «Farinata i Tegghiaio, homes tan dignes, Iacopo Rusticucci, Arrigo i Mosca, i altres que pretenien obrar bé, digues-me on són i on els podré trobar: que tinc desig de saber si ara tasten la mel del cel o el verí de l’infern.» I ell:«Són amb les ànimes més negres;» | » |
| — Dante, Infern Cant VI, vv.: 79- 85 | |   |

Amb certa sorpresa, Dante descobrirà que ha de trobar aquests personatges en els cercles més inferiors i, per tant, corresponents a pecats més greus. Al Mosca està dedicat un episodi de la Comèdia en el Cant XXVIII de l'Infern (no tan rellevant com el de Farinata degli Uberti o el dels tres florentins Tegghiaio Aldobrandi i els altres) al fossat on són condemnats els sembradors de discòrdia i on Dante el descobreix horriblement mutilat de les mans, com a càstig del seu consell "Cosa fatta capo ha" (“Si està fet, està fet”) que va convèncer els Amidei per matar Buondelmonte dels Buondelmonti.

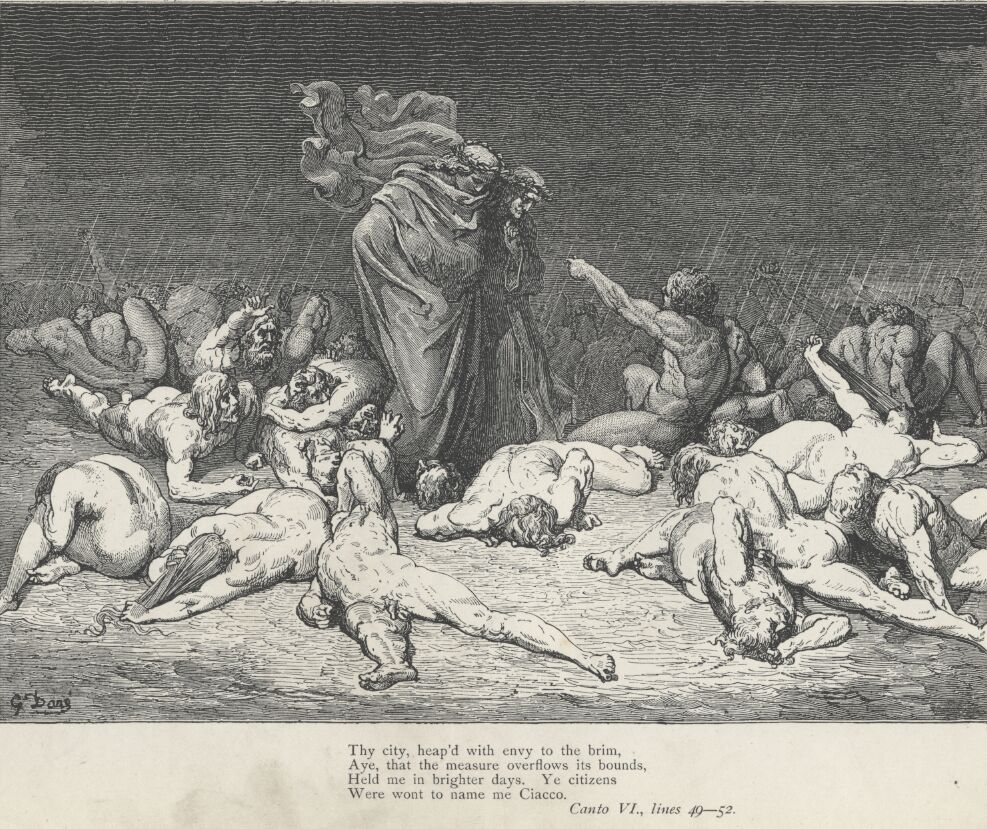
Infern cant VI, Ciacco segons Gustave Doré

| «                                                        | «I un que portava les mans amputades, alçant els dos monyons per l’aire fosc, tant que la sang li va embrutar la cara, cridà: «També has de recordar Mosca, que digué ai las!: «Si està fet, està fet», mots de mala llavor per als toscans.» Vaig afegir: «I de mort per als teus», | » |
| — Dante, Divina Comèdia, Infern Cant XXVIII, vv. 103-109 | |   |